# Чикшозеро
Чикшозеро — пресноводное озеро на территории Пяльмского сельского поселения Пудожского района Республики Карелии.

## Общие сведения
Площадь озера — 1,5 км². Располагается на высоте 168,8 метров над уровнем моря.
Форма озера продолговатая: оно почти на два километра вытянуто с юго-запада на северо-восток. Берега преимущественно заболоченные.
С юго-восточной стороны озера вытекает река Чикша, впадающая в Мовжозеро, из которого берёт начало река Верхняя Охтома, впадающая в Нельмозеро. Из Нельмозера берёт начало река Нижняя Охтома, приток реки Илексы, впадающей в Водлозеро.
Острова на озере отсутствуют.
К востоку от озера проходит лесовозная дорога.
Населённые пункты вблизи водоёма отсутствуют.
Код объекта в государственном водном реестре — 01040100311102000019244.